# Neuröthenbach
Neuröthenbach ist ein Stadtteil der kreisfreien Stadt Nürnberg. Neuröthenbach ist die Bezeichnung für den Teil von Röthenbach bei Schweinau nordwestlich der Bundesstraße 14 (der Ansbacher Straße) und damit der Statistischen Distrikte 510 Röthenbach West (M-D-Kanal) und 511 Röthenbach West (Birkenwald) des Statistischen Bezirks 51 Röthenbach West in der Südwestlichen Außenstadt. Neuröthenbach liegt auf einer Hauch genannten flachen Anhöhe; im Stadtteil befinden sich die U-Bahn-Endhaltestelle Röthenbach, der Birkenwald und die zunächst nach diesem benannte Birkenwald-Klinik (jetzt Sana Klinik). Röthenbach bei Schweinau erstreckt sich zwischen Main-Donau-Kanal, der Bahnstrecke Treuchtlingen–Nürnberg, Hafen-, Rednitz- und Gebersdorfer Straße und der Bahnstrecke Nürnberg–Ansbach. Am 31. Dezember 1997 hatten der statistische Bezirk 51 (Röthenbach West) 9.303 und der statistische Bezirk 52 (Röthenbach Ost) 9.805 Einwohner.

## Straßen
- Creglinger Str.
- Dinkelsbühler Str.
- Dombühler Str.
- Dürrwanger Str.
- Faberstraße
- Feuchtwanger Str.
- Gebsattler Str.
- Hauchstr.
- Herriedener Str.
- Hesselbergring
- Insinger Str.
- Jochsberger Str.
- Kuglerstr.
- Nordenberger Str.
- Ornbauer Str.
- Rangaustr.
- Schillingsfürster Str.
- Schnelldorfer Str.
- Sinbronner Str.
- Spielberger Ring
- Stockbauerstr.
- Tauberstr.
- Weihenzeller Str.
- Weiltinger Str.
- Wiedersbacher Str.
- Wörnitzstr.
- Zwernberger Weg

## Kirchen
- 1967–1968: Evangelische Nikodemuskirche, Architekt: Reinhold Büttner
- 1967–1968: Katholische Kirche Maria am Hauch, Architekt: Jakob Semler